# Puchar Grecji w piłce siatkowej mężczyzn
Puchar Grecji w piłce siatkowej mężczyzn (gr. Κύπελλο Ελλάδας πετοσφαίρισης ανδρών) – cykliczne krajowe rozgrywki sportowe, organizowane corocznie od 1981 roku przez Grecki Związek Piłki Siatkowej (Ελληνική Ομοσπονδία Πετοσφαίρισης) dla greckich męskich klubów siatkarskich.
Pierwszym zdobywcą Pucharu Grecji został klub Olympiakos SFP. Jak dotychczas zdobył on też największą liczbę pucharów (18).
W 1987 roku zorganizowane zostały nieoficjalne rozgrywki o Puchar Grecji, w których nie uczestniczyły klubu z najwyższej klasy rozgrywkowej. W 1994 roku natomiast w miejscu Pucharu Grecji odbył się Puchar Ligi A1.

## Triumfatorzy
| Sezon     | Miejsce finału                                                          | Zdobywca pucharu                                                        | Finalista                                                               | Wynik finału                                                            |
| --------- | ----------------------------------------------------------------------- | ----------------------------------------------------------------------- | ----------------------------------------------------------------------- | ----------------------------------------------------------------------- |
| 1981      | Ateny                                                                   | Olympiakos SFP                                                          | MGS Ethnikos Aleksandropolis                                            | 3:0 (16:14, 15:10, 15:11)                                               |
| 1982      | Ateny                                                                   | Panathinaikos AO                                                        | Esperos Wizandiu                                                        | 3:0 (15:4, 15:2, 17:15)                                                 |
| 1983      | Saloniki                                                                | Olympiakos SFP                                                          | PAOK                                                                    | 3:1 (16:14, 15:11, 4:15, 15:8)                                          |
| 1984      | Ateny                                                                   | Panathinaikos AO                                                        | Olympiakos SFP                                                          | 3:1 (15:11, 9:15, 15:9, 15:13)                                          |
| 1985      | Pireus                                                                  | Panathinaikos AO                                                        | Olympiakos SFP                                                          | 3:0 (15:13, 16:14, 15:7)                                                |
| 1989      | Nea Smirni                                                              | Olympiakos SFP                                                          | Aris Saloniki                                                           | 3:0 (15:6, 15:13, 15:12)                                                |
| 1990      | Nea Smirni                                                              | Olympiakos SFP                                                          | Panathinaikos AO                                                        | 3:0 (15:11, 15:12, 17:15)                                               |
| 1992      | Saloniki                                                                | Olympiakos SFP                                                          | Aris Saloniki                                                           | 3:0 (15:4, 15:10, 15:5)                                                 |
| 1993      | Saloniki                                                                | Olympiakos SFP                                                          | AO Orestiada                                                            | 3:0 (15:7, 15:12, 15:5)                                                 |
| 1997      | Lamia                                                                   | Olympiakos SFP                                                          | Aris Saloniki                                                           | 3:1 (6:15, 15:3, 15:8, 15:7)                                            |
| 1998      | Pirgos                                                                  | Olympiakos SFP                                                          | Aris Saloniki                                                           | 3:0 (15:13, 18:16, 15:4)                                                |
| 1999      | Drama                                                                   | Olympiakos SFP                                                          | AEK                                                                     | 3:1 (25:16, 21:25, 25:17, 26:24)                                        |
| 2000      | Patras                                                                  | GS Iraklis                                                              | Olympiakos SFP                                                          | 3:0 (25:20, 25:21, 25:21)                                               |
| 2001      | Ksanti                                                                  | Olympiakos SFP                                                          | GS Iraklis                                                              | 3:0 (27:25, 25:21, 25:16)                                               |
| 2002      | Saloniki                                                                | GS Iraklis                                                              | Aris Saloniki                                                           | 3:1 (25:20, 25:27, 25:19, 25:19)                                        |
| 2003      | Kalamata                                                                | AE Nikiea                                                               | Panathinaikos AO                                                        | 3:2 (25:22, 25:27, 25:21, 22:25, 18:16)                                 |
| 2004      | Orestiada                                                               | GS Iraklis                                                              | Olympiakos SFP                                                          | 3:1 (22:25, 25:23, 25:17, 25:19)                                        |
| 2005      | Retimno                                                                 | GS Iraklis                                                              | Olympiakos SFP                                                          | 3:0 (27:25, 25:20, 25:21)                                               |
| 2006      | Amaliada                                                                | GS Iraklis                                                              | Panathinaikos AO                                                        | 3:0 (25:19, 25:17, 25:22)                                               |
| 2007      | Patras                                                                  | Panathinaikos AO                                                        | GS Lamia                                                                | 3:0 (25:17, 25:21, 26:24)                                               |
| 2008      | Orestiada                                                               | Panathinaikos AO                                                        | EA Patras                                                               | 3:1 (21:25, 25:16, 25:18, 25:17)                                        |
| 2009      | Paleo Faliro                                                            | Olympiakos SFP                                                          | Panathinaikos AO                                                        | 3:2 (25:23, 22:25, 23:25, 25:20, 17:15)                                 |
| 2010      | Paleo Faliro                                                            | Panathinaikos AO                                                        | Olympiakos SFP                                                          | 3:2 (20:25, 25:22, 22:25, 25:23, 18:16)                                 |
| 2011      | Orestiada                                                               | Olympiakos SFP                                                          | GS Iraklis                                                              | 3:1 (21:25, 25:20, 25:21, 25:12)                                        |
| 2012      | Ermupoli                                                                | GS Iraklis                                                              | GS Lamia                                                                | 3:0 (25:21, 25:20, 25:19)                                               |
| 2012/2013 | Retimno                                                                 | Olympiakos SFP                                                          | AO Foinikas Syros                                                       | 3:0 (28:26, 25:21, 25:22)                                               |
| 2013/2014 | Kalamata                                                                | Olympiakos SFP                                                          | AO Kifisias                                                             | 3:1 (19:25, 25:18, 25:20, 25:23)                                        |
| 2014/2015 | Ermupoli                                                                | PAOK                                                                    | Olympiakos SFP                                                          | 3:1 (25:21, 26:28, 25:22, 25:22)                                        |
| 2015/2016 | Glifada                                                                 | Olympiakos SFP                                                          | AOP Kifisias                                                            | 3:0 (25:19, 25:23, 25:22)                                               |
| 2016/2017 | Saloniki                                                                | Olympiakos SFP                                                          | AOP Kifisias                                                            | 3:1 (25:13, 19:25, 25:22, 29:27)                                        |
| 2017/2018 | Faliraki                                                                | PAOK                                                                    | GS Iraklis                                                              | 3:0 (25:18, 25:16, 25:18)                                               |
| 2018/2019 | Jerapetra                                                               | PAOK                                                                    | GS Iraklis                                                              | 3:1 (20:25, 25:12, 25:20, 27:25)                                        |
| 2019/2020 | Z powodu pandemii COVID-19 rozgrywki zostały przerwane i niedokończone. | Z powodu pandemii COVID-19 rozgrywki zostały przerwane i niedokończone. | Z powodu pandemii COVID-19 rozgrywki zostały przerwane i niedokończone. | Z powodu pandemii COVID-19 rozgrywki zostały przerwane i niedokończone. |
| 2020/2021 | Z powodu pandemii COVID-19 rozgrywki nie odbyły się.                    | Z powodu pandemii COVID-19 rozgrywki nie odbyły się.                    | Z powodu pandemii COVID-19 rozgrywki nie odbyły się.                    | Z powodu pandemii COVID-19 rozgrywki nie odbyły się.                    |
| 2021/2022 | Glifada                                                                 | PAOK                                                                    | AO Foinikas Syros                                                       | 3:0 (25:18, 33:31, 25:19)                                               |
| 2022/2023 | Kalamata                                                                | PAOK                                                                    | Olympiakos SFP                                                          | 3:1 (18:25, 25:20, 25:21, 25:21)                                        |
| 2023/2024 | Larisa                                                                  | Olympiakos SFP                                                          | AONS Milon                                                              | 3:2 (19:25, 25:19, 25:22, 22:25, 16:14)                                 |
| 2024/2025 | Arta                                                                    | Olympiakos SFP                                                          | PAOK                                                                    | 3:1 (25:21, 25:17, 20:25, 25:21)                                        |

Nieoficjalne rozgrywki o Puchar Grecji
| Rok  | Miejsce finału | Zdobywca pucharu    | Finalista     | Wynik finału             |
| ---- | -------------- | ------------------- | ------------- | ------------------------ |
| 1987 | Saloniki       | Dimokritos Saloniki | YMCA Saloniki | 3:0 (15:6, 15:13, 15:12) |
| 1994 | Pireus         | Olympiakos SFP      | Aris Saloniki | 3:0 (15:8, 15:10, 15:11) |

## Bilans klubów
| Klub                         | złoto | srebro |
| ---------------------------- | ----- | ------ |
| Olympiakos SFP               | 18    | 8      |
| Panathinaikos AO             | 6     | 4      |
| GS Iraklis                   | 6     | 4      |
| PAOK                         | 5     | 2      |
| AE Nikiea                    | 1     | 0      |
| Aris Saloniki                | 0     | 5      |
| AO Kifisias / AOP Kifisias   | 0     | 3      |
| GS Lamia                     | 0     | 2      |
| AO Foinikas Syros            | 0     | 2      |
| AEK                          | 0     | 1      |
| AO Orestiada                 | 0     | 1      |
| AONS Milon                   | 0     | 1      |
| EA Patras                    | 0     | 1      |
| Esperos Wizandiu             | 0     | 1      |
| MGS Ethnikos Aleksandropolis | 0     | 1      |

## Nagrody MVP
- 1998 –  Marios Giurdas (Olympiakos SFP)
- 1999 –  Wasilis Kurnetas (Olympiakos SFP)
- 2000 –  Andrej Kravárik (Iraklis)
- 2001 –  Marios Giurdas (Olympiakos SFP)
- 2002 –  Thomas Hoff (Iraklis)
- 2003 –  Jorge Elgueta (AE Nikiea)
- 2004 –  Nikołaj Żeljazkow (Iraklis)
- 2005 –  Marios Giurdas (Iraklis)
- 2006 –  Clayton Stanley (Iraklis)
- 2007 –  Dante Amaral (Panathinaikos AO)
- 2008 –  Liberman Agámez (Panathinaikos AO)
- 2009 –  Kostas Christofidelis (Olympiakos SFP)
- 2010 –  Liberman Agámez (Panathinaikos AO)
- 2011 –  Rolando Jurquin Despaigne (Olympiakos SFP)
- 2012 –  Rolando Jurquin Despaigne (Iraklis)
- 2013 –  Bojan Jordanow (Olympiakos SFP)
- 2014 –  Bojan Jordanow (Olympiakos SFP)
- 2015 –  Wasilis Kurnetas (PAOK)
- 2016 –  Dimitris Sultanopulos (Olympiakos SFP)
- 2017 –  Konstantin Čupković (Olympiakos SFP)
- 2018 –  Rafail Kumendakis (PAOK)
- 2019 –  Garrett Muagututia (PAOK)
- 2022 –  Rafail Kumendakis (PAOK)
- 2023 –  Aleksandros Raptis (PAOK)
- 2024 –  Mitar Dzurits (Olympiakos SFP)
- 2025 –  John Perrin (Olympiakos SFP)